# Sak Hassan
Sak Hassan is een Somalisch voetballer die doorgaans als middenvelder speelt. Hij verruilde AFC Sundbury in augustus 2023 voor Hashtag United. Hassan debuteerde in 2022 in het Somalisch voetbalelftal.